# إلي ناي
إلي ناي (بالألمانية: Elly Ney) (و. 1882 – 1968 م) هي عازفة بيانو، ومعلمة موسيقى ألمانية، ولدت في دوسلدورف، كانت عضوةً في الحزب النازي، تستخدم آلات بيانو، توفيت في توتزينغ، عن عمر يناهز 86 عاماً.

## التعليم

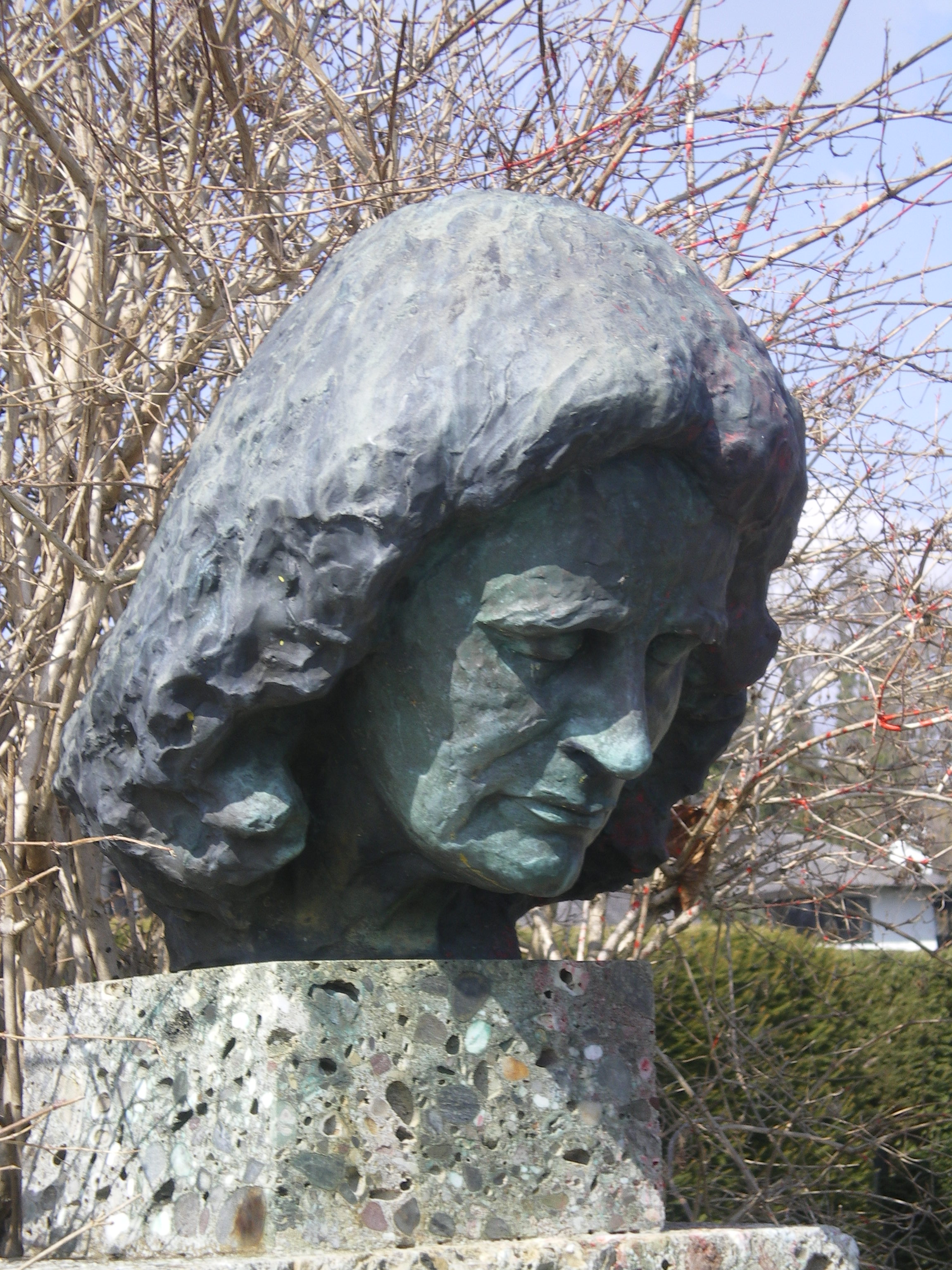
تمثال نصفي لإلي ناي

تعلمت في معهد كولونيا للموسيقى والرقص ‏.

## روابط خارجية
- إلي ناي على موقع مونزينجر (الألمانية)
- إلي ناي على موقع ميوزك برينز (الإنجليزية)
- إلي ناي على موقع أول ميوزيك (الإنجليزية)
- إلي ناي على موقع ديسكوغز (الإنجليزية)